# Lepidonotus dentatus
Lepidonotus dentatus är en ringmaskart. Lepidonotus dentatus ingår i släktet Lepidonotus och familjen Polynoidae. Utöver nominatformen finns också underarten L. d. hainanicus.